# Fernando Salvador Carreras
Fernando Salvador Carreras (Logroño, 1896 - Caracas, 1972) fue un arquitecto español. Miembro de la denominada Generación del 25 fue un activo defensor del movimiento de casas baratas, residiendo en la Colonia Parque-Residencia (diseñada por Luis Blanco Soler). Durante la Segunda República ejerce como diplomático. Tras la guerra civil se exilió en Venezuela (junto con su hermano Amós Salvador Carreras) donde continuó ejerciendo su profesión contratado por el Ministerio de Fomento. En el año 1938 fue nombrado Encargado de Negocios de la Embajada de la República Española en Caracas. 